# Matthewlabis
Matthewlabis es un género extinto de animal terrestre herbívoro de la familia Camelidae, endémico de América del Norte que vivió durante el Oligoceno, hace entre 33,3 y 30,8 millones de años aproximadamente.

## Taxonomía
El género había sido nombrado previamente como Paralabis, pero este nombre ya se había usado previamente para un género de dermáptero, por lo que en 2011 Prothero acuñó el actual de Matthewlabis. Fue asignado a los  Camelidae por McKenna (1966) y Honey et al. (1998).

## Morfología
Cuatro especímenes fueron examinados para calcular su masa corporal por M. Mendoza, C. M. Janis, y P. Palmqvist. Se estimó que estos especímenes pesaban:
- 92 kg (202,8 lb)
- 49,7 kg (109,6 lb)
- 37 kg (81,6 lb)
- 33,8 kg (74,5 lb)[4]

## Distribución
Sus fósiles han sido encontrados únicamente en yacimientos de Wyoming y del este de Nebraska.